# Moschettiere dilettante
Moschettiere dilettante (Touché, Pussy Cat!) è un film del 1954 diretto da William Hanna e Joseph Barbera. È l'ottantanovesimo cortometraggio animato della serie Tom & Jerry, prodotto dalla Metro-Goldwyn-Mayer e uscito negli Stati Uniti il 18 dicembre 1954. Venne nominato per un Oscar al miglior cortometraggio d'animazione ai Premi Oscar 1955, l'ultima nomination all'Oscar della serie, mentre Caccia a tempo di valzer aveva vinto l'ultimo premio l'anno precedente.
Moschettiere dilettante è un prequel del corto del 1952 I due moschettieri, che vinse l'Oscar (il titolo originale è infatti una citazione di tale corto). Fu il primo cortometraggio di Tom & Jerry a venire prodotto in CinemaScope, ma il secondo a venire distribuito (Litigio per gli animali di casa uscì il mese prima ma ha un codice MPAA successivo). Il corto esiste anche in una versione in 4:3. Moschettiere dilettante generò altri due corti sui "sorcettieri", Tom e Cherie (1955) e Il sonno del gatto reale (1958), entrambi ambientati prima de I due moschettieri.

## Trama
Tuffy, figlio di Topone, arriva a Parigi per essere addestrato come "sorcettiere" del re. Jerry, capo dei sorcettieri e vecchio amico di Topone, cerca di addestrare il logorroico Tuffy, ma egli si rivela troppo aggressivo e maldestro, colpendo Jerry sul sedere con la spada. Mentre i due camminano per strada, Tuffy sfida il gatto del cardinale, il moschettiere Tom, e Jerry è costretto a salvarlo. Jerry quindi rimanda indietro Tuffy a Topone, rifiutandosi di addestrarlo. Mentre Tuffy se ne sta andando, tuttavia, Tom inizia a duellare con Jerry, e Tuffy salva quest'ultimo tagliando la punta della coda del gatto. Mentre i due topi stanno scappando, Tuffy rallenta Tom sparandogli contro dei tappi di bottiglie di champagne, e infine lo spazza via aprendo un'enorme botte di vino e allagando la strada. Dopo aver sconfitto Tom e aver salvato Jerry, Tuffy è ora meritevole di diventare sorcettiere. Mentre si mette in posa davanti allo specchio, però, colpisce nuovamente Jerry sul sedere con la spada. Così Jerry, irritato, si mette a sculacciare Tuffy.

## Distribuzione

### Edizione italiana
Come per I due moschettieri, nell'edizione originale Tuffy parla esclusivamente francese, eccetto per il soprannome che dà a Tom ("pussy cat", ovvero "micio"). In quella italiana invece la maggior parte dei dialoghi è stata tradotta in italiano (con accento francese). A non venire doppiate sono state solo alcune parole e la canzone Frère Jacques.